# Embrithopoda
De Embrithopoda is een orde van uitgestorven zoogdieren uit de Afrotheria die leefden in het Eoceen en Oligoceen. Uiterlijk leken deze dieren  op neushoorns, hoewel de leefwijze van de embrithopoden meer overeenkwam met die van nijlpaarden. De huid was bij alle soorten waarschijnlijk dik en onbehaard, maar hoorns waren wellicht niet bij alle embrithopoden aanwezig.

## Classificatie
De Embrithopoda bestaat uit twee families, de Arsinoitheriidae en de Palaeoamasiidae. De orde is verwant aan de slurfdieren en zeekoeien, waarmee het wordt ingedeeld in de Tethytheria.
Orde Embrithopoda
- Geslacht Stylolophus
- Familie Arsinoitheriidae
  - Geslacht Arsinoitherium
  - Geslacht Namatherium
- Familie Palaeoamasiidae
  - Geslacht Crivadiatherium
  - Geslacht Hypsamasia
  - Geslacht Palaeoamasia

## Fossiele vondsten
Tot in de jaren zeventig van de twintigste eeuw bestond de Embrithopoda uit één enkel genus, Arsinoitherium met de soorten A. zitteli en A. andrewsii. Aan het einde van de jaren zeventig van de twintigste eeuw werden twee nieuwe soorten beschreven: Crivadiatherium iliescui (1976) uit het Vroeg-Oligoceen van Roemenië en Palaeoamasia kansui (1979) uit het Eoceen van Noordoost-Turkije. In 2004 volgde met A. giganteum uit Ethiopië een nieuwe soort behorend tot het genus Arsinotherium. In 2011 en 2013 werden met Namatherium en Arsinoitherium sp. twee embrithopoden uit het Lutetien beschreven. In 2018 werd Stylolophus beschreven op basis van vondsten uit het Ouled Abdoun-bekken daterend uit Ypresien en dit dier is hiermee de oudst bekende vertegenwoordiger van de orde.